# Born in a storm
Born in a storm is het debuut studioalbum van de Nederlandse Singer-songwriter Douwe Bob. Het album werd uitgebracht op 3 mei 2013 onder het label Rodeomedia.nl. Het nummer Multicoloured Angels, waarmee Douwe Bob de beste singer-songwriter van Nederland wist te winnen, is een van de 13 nummers op het album.

## Achtergrond
Multicoloured Angels werd uitgebracht als eerste nummer van het album op 21 september 2012. Het album stond in totaal 25 weken in de album top 100 met de 7e plek als hoogste positie. Op 21 mei 2016 keerde het album na 15 maanden terug in de hitlijst, dit was ten tijde van de deelname van Douwe Bob aan het Eurovisiesongfestival 2016 en het verschijnen van zijn derde studioalbum Fool bar

## Tracklist
| Nr. | Titel                     | Duur |
| --- | ------------------------- | ---- |
| 1.  | Judge, Jury & Executioner | 3:49 |
| 2.  | Blind Man's Bluff         | 2:44 |
| 3.  | You Don't Have to Stay    | 2:26 |
| 4.  | Eliza Jane                | 4:26 |
| 5.  | Born In a Storm           | 4:32 |
| 6.  | Multicoloured Angels      | 3:08 |
| 7.  | I Smoke and I Drink       | 3:56 |
| 8.  | Beautiful                 | 2:56 |
| 9.  | Stone Into the River      | 4:22 |
| 10. | Life Weighs Heavy         | 3:31 |
| 11. | Give It to Me             | 3:05 |
| 12. | She Knows                 | 3:38 |
| 13. | I Gave Them               | 2:35 |

## Hitnotering
| Positie: | 7  | 23 | 23 | 43 | 56 | 47 | 32 | 42 | 59 | 68 | 90 | 78 | 55 | 67 |
| Week:    | 15 | 16 | 17 | 18 | 19 | 20 | 21 | 22 | 23 | 24 | 25 | 26 |    |    |
| Positie: | 96 | 65 | 83 | 58 | 83 | 18 | 37 | 60 | 86 | 51 | 94 | 81 |    |    |